# Ettlinger Tor Karlsruhe
Das Ettlinger Tor Karlsruhe (im Volksmund ECE-Center) ist ein 2005 eröffnetes Einkaufszentrum der Hamburger ECE-Gruppe in der Innenstadt von Karlsruhe.

## Beschreibung
Es gilt als eines der größten innerstädtischen Einkaufszentren Süddeutschlands und beschäftigt 1000 Angestellte. Auf insgesamt 33.000 Quadratmetern Verkaufsfläche befinden sich etwa 130 Geschäfte, auf einer Fläche von 4.000 Quadratmetern sind zudem Gastronomiebetriebe angesiedelt. Das Center besteht aus einer Passage, die mit einem mehr als 130 Meter langen Glasgewölbe überdacht ist und in der beidseitig auf drei Etagen Geschäfte angeordnet sind. Diese Passage durchquert den überbauten Straßenblock diagonal vom Ettlinger-Tor-Platz zum Friedrichsplatz.

## Geschichte

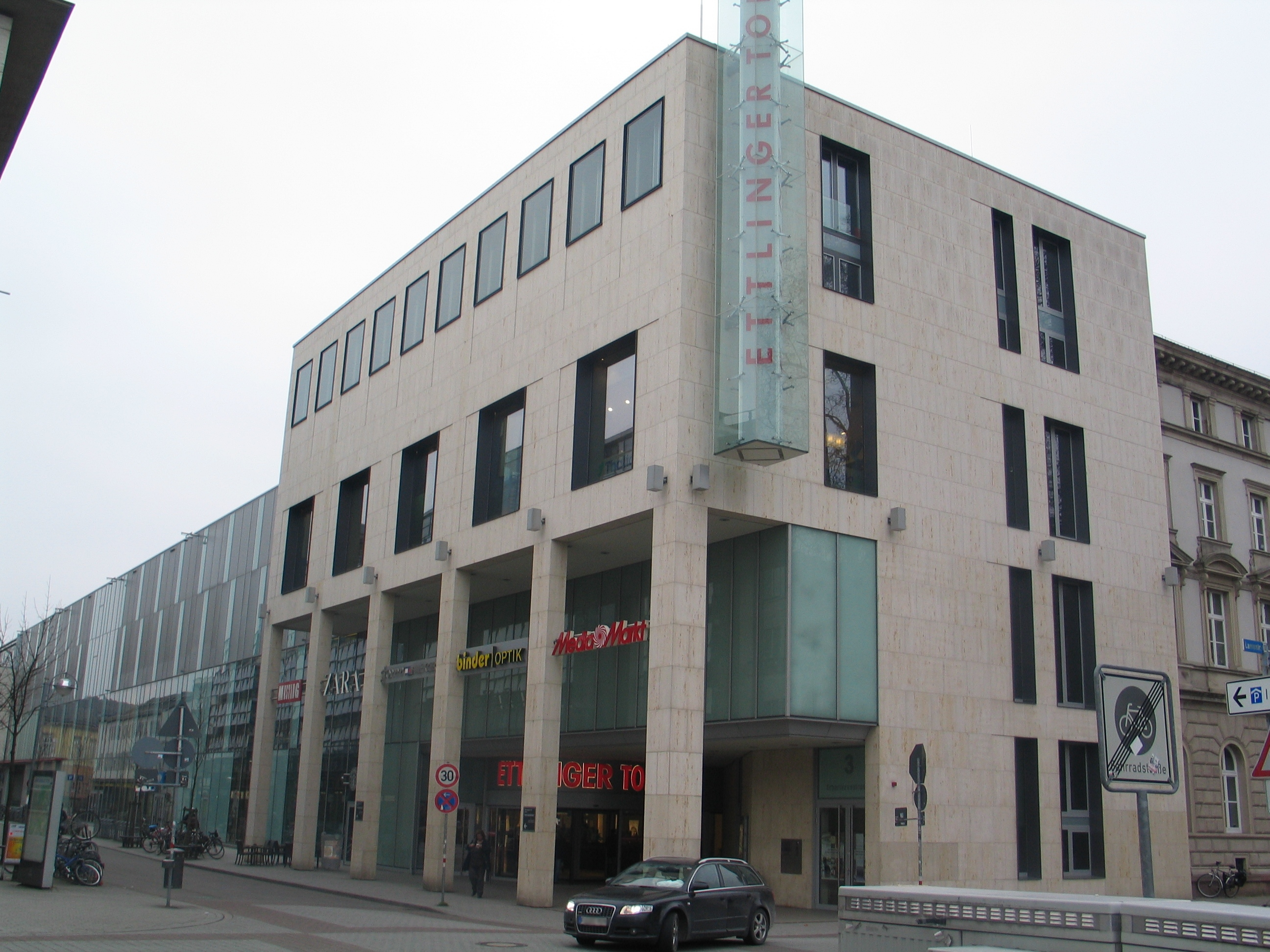
Eingang Erbprinzenstraße

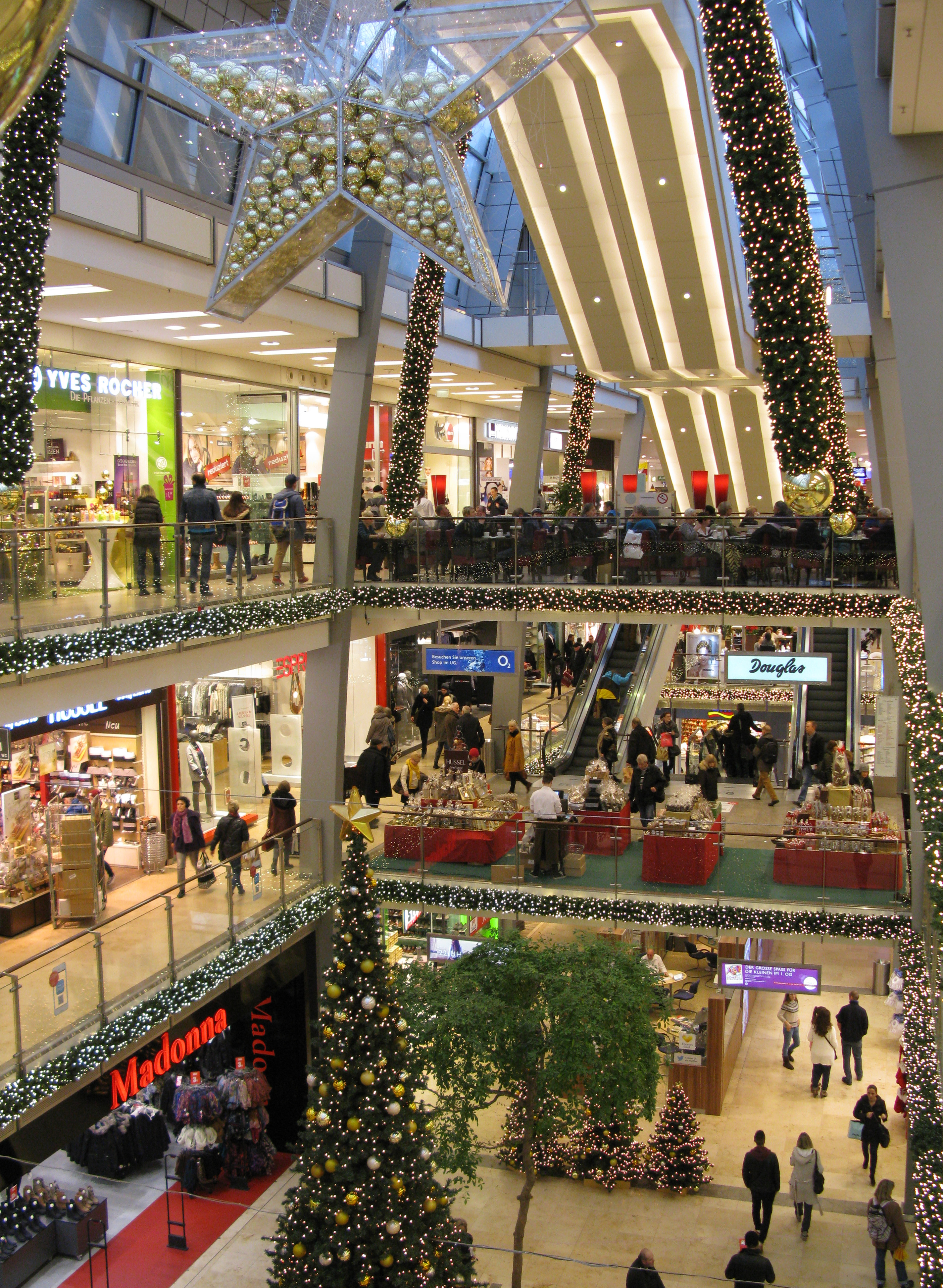
Innenansicht zur Weihnachtszeit

Das Zentrum ist nach dem angrenzenden Ettlinger Tor, beziehungsweise Ettlinger-Tor-Platz, benannt. Der Ettlinger-Tor-Platz ist die Bezeichnung für die Kreuzung der mehrspurigen Durchgangsstraße Kriegsstraße/B10 mit der Ettlinger Straße/Karl-Friedrich-Straße (Via Triumphalis), an der sich einst ein südliches Karlsruher Stadttor befand.
Am 17. Juni 2003 erfolgte der Spatenstich für das Einkaufszentrum. Für den Bau musste die Friedrich-List-Schule abgerissen werden, die an anderer Stelle neu errichtet wurde. Ebenfalls abgerissen wurde ein Teil der ehemaligen Bundesbahndirektion Karlsruhe, das Hotel Friedrichshof, zwei kleinere Gebäude und das seit 1985 in einem denkmalgeschützten Gebäude am Rondellplatz beheimatete Kammertheater Karlsruhe. Die Außenfassade des Gebäudes wurde erhalten und in das Einkaufszentrum integriert. Am 15. September 2004 fand nach einjähriger Bauzeit das Richtfest statt.
Nach mehr als zwei Jahren wurde das Einkaufszentrum am 7. September 2005 im Beisein des baden-württembergischen Ministerpräsidenten Günther Oettinger eröffnet.
2007 erhielt das Einkaufszentrum einen „ICSC European Shopping Centre Award“ in der Größenkategorie „Medium“.
Von Frühjahr 2015 bis Herbst 2016 wurden große Teile des Einkaufszentrums modernisiert.

## U-Bahnhof
Das Center erhielt am 11. Dezember 2021 im Rahmen der Kombilösung einen eigenen Stadtbahn-Tunnel-Zugang im Untergeschoss zum U-Bahnhof Ettlinger Tor. Auf zwei Gleisen verkehren dort die Straßenbahnlinie 2, sowie die Stadtbahnlinien S1, S11, S4, S52, S7 und S8.
Außerdem wurde ein unterirdischer Abzweig aus dem Karoline-Luise-Tunnel in das Parkhaus des Einkaufszentrums gebaut, welcher im Oktober 2022 eröffnet wurde.